# Cristina Maddalena del Palatinato-Zweibrücken-Kleeburg
Contessa Palatina Cristina Maddalena di Kleeburg (Nyköping, 27 maggio 1616 – Karlsburg, 14 agosto 1662) era la primogenita del conte Giovanni Casimiro del Palatinato-Zweibrücken-Kleeburg (1589-1652), e di sua moglie, la principessa Caterina Vasa (1584-1638), figlia del re Carlo IX di Svezia. Suo fratello Carlo Gustavo divenne re di Svezia nel 1654, assumendo il titolo di Carlo X di Svezia.

## Biografia
Nel 1633 fallì un progettato matrimonio tra Cristina Maddalena e Bernardo di Sassonia-Weimar.
Dopo la morte della madre venne incaricata dal Consiglio Reale svedese di supervisionare l'educazione della regina Cristina. Ella esercitò tale incarico sino al suo matrimonio, avvenuto il 30 novembre 1642 a Stoccolma, con il margravio Federico VI di Baden-Durlach (1617–1677).
Nel 1656 la margravia ricevette dal fratello Carlo X la città di Kutzenhausen, che il marito vendé a Giovanni Reinardo III di Hanau-Lichtenberg nel 1705. 
Descritta come donna eccellente, Cristina Maddalena è sepolta nella cripta principesca di Pforzheim.

## Figli
Dal matrimonio con Federico VI nacquero i seguenti figli: 
- Federico Casimiro (1643-1644)
- Cristina (1645-1705), nel 1665 sposò il margravio Alberto II di Brandeburgo-Ansbach, e alla morte di questi si risposò nel 1681 con Federico I di Sassonia-Gotha-Altenburg
- Eleonora (1646-1646)
- Federico Magnus (1647-1709)
- Carlo Gustavo (1648-1703), nel 1677 sposò Anna di Brunswick-Wolfenbüttel (morto nel 1742)
- Caterina Barbara (1650-1733)
- Giovanna Elisabetta (1651-1680), nel 1673 sposò il conte Giovanni Federico di Brandeburgo-Ansbach (1654-1686)
- Federica Eleonora (1658-1658)
- Federico (morto nel 1734), signore di Münzesheim

## Ascendenza
|                                                        |                     |                                | Genitori                      |  |  | Nonni |  |  | Bisnonni                            |  |  | Trisnonni                           |  |
|                                                        |                     |                                |                               |  |  |       |  |  | Volfango del Palatinato-Zweibrücken |  |  | Luigi II del Palatinato-Zweibrücken |  |
|                                                        |                     |                                |                               |  |  |       |  |  | Volfango del Palatinato-Zweibrücken |  |  | Luigi II del Palatinato-Zweibrücken |  |
|                                                        |                     | Elisabetta d'Assia             |                               |  |  |       |  |  | Volfango del Palatinato-Zweibrücken |  |  |                                     |  |
| Giovanni I del Palatinato-Zweibrücken                  |                     |                                |                               |  |  |       |  |  | Volfango del Palatinato-Zweibrücken |  |  |                                     |  |
|                                                        |                     | Anna d'Assia                   | Filippo I d'Assia             |  |  |       |  |  |                                     |  |  |                                     |  |
|                                                        |                     | Anna d'Assia                   | Filippo I d'Assia             |  |  |       |  |  |                                     |  |  |                                     |  |
|                                                        |                     | Anna d'Assia                   | Cristina di Sassonia          |  |  |       |  |  |                                     |  |  |                                     |  |
| Giovanni Casimiro del Palatinato-Zweibrücken-Kleeburg  |                     | Anna d'Assia                   |                               |  |  |       |  |  |                                     |  |  |                                     |  |
|                                                        |                     | Guglielmo di Jülich-Kleve-Berg | Giovanni III di Kleve         |  |  |       |  |  |                                     |  |  |                                     |  |
|                                                        |                     | Guglielmo di Jülich-Kleve-Berg | Giovanni III di Kleve         |  |  |       |  |  |                                     |  |  |                                     |  |
|                                                        |                     | Guglielmo di Jülich-Kleve-Berg | Maria di Jülich-Berg          |  |  |       |  |  |                                     |  |  |                                     |  |
| Maddalena di Jülich-Kleve-Berg                         |                     | Guglielmo di Jülich-Kleve-Berg |                               |  |  |       |  |  |                                     |  |  |                                     |  |
|                                                        |                     | Maria d'Austria                | Ferdinando I d'Asburgo        |  |  |       |  |  |                                     |  |  |                                     |  |
|                                                        |                     | Maria d'Austria                | Ferdinando I d'Asburgo        |  |  |       |  |  |                                     |  |  |                                     |  |
|                                                        |                     | Maria d'Austria                | Anna Jagellone                |  |  |       |  |  |                                     |  |  |                                     |  |
| Cristina Maddalena del Palatinato-Zweibrücken-Kleeburg |                     | Maria d'Austria                |                               |  |  |       |  |  |                                     |  |  |                                     |  |
|                                                        | Gustavo I di Svezia | Erik Johansson Vasa            |                               |  |  |       |  |  |                                     |  |  |                                     |  |
|                                                        | Gustavo I di Svezia | Erik Johansson Vasa            |                               |  |  |       |  |  |                                     |  |  |                                     |  |
|                                                        | Gustavo I di Svezia | Cecilia Månsdotter Eka         |                               |  |  |       |  |  |                                     |  |  |                                     |  |
| Carlo IX di Svezia                                     | Gustavo I di Svezia |                                |                               |  |  |       |  |  |                                     |  |  |                                     |  |
|                                                        |                     | Margherita Leijonhufvud        | Erik Abrahamsson Leijonhufvud |  |  |       |  |  |                                     |  |  |                                     |  |
|                                                        |                     | Margherita Leijonhufvud        | Erik Abrahamsson Leijonhufvud |  |  |       |  |  |                                     |  |  |                                     |  |
|                                                        |                     | Margherita Leijonhufvud        | Ebba Eriksdotter Vasa         |  |  |       |  |  |                                     |  |  |                                     |  |
| Caterina di Svezia                                     |                     | Margherita Leijonhufvud        |                               |  |  |       |  |  |                                     |  |  |                                     |  |
|                                                        |                     | Ludovico VI del Palatinato     | Federico III del Palatinato   |  |  |       |  |  |                                     |  |  |                                     |  |
|                                                        |                     | Ludovico VI del Palatinato     | Federico III del Palatinato   |  |  |       |  |  |                                     |  |  |                                     |  |
|                                                        |                     | Ludovico VI del Palatinato     | Maria di Brandeburgo-Kulmbach |  |  |       |  |  |                                     |  |  |                                     |  |
| Anna Maria di Wittelsbach-Simmern                      |                     | Ludovico VI del Palatinato     |                               |  |  |       |  |  |                                     |  |  |                                     |  |
|                                                        |                     | Elisabetta d'Assia             | Filippo I d'Assia             |  |  |       |  |  |                                     |  |  |                                     |  |
|                                                        |                     | Elisabetta d'Assia             | Filippo I d'Assia             |  |  |       |  |  |                                     |  |  |                                     |  |
|                                                        |                     | Elisabetta d'Assia             | Cristina di Sassonia          |  |  |       |  |  |                                     |  |  |                                     |  |
|                                                        |                     | Elisabetta d'Assia             |                               |  |  |       |  |  |                                     |  |  |                                     |  |